# Państwowy Instytut Hydrologiczno-Meteorologiczny (PRL)
Państwowy Instytut Hydrologiczno-Meteorologiczny (PIHM) – instytucja badawczo-naukowa powołana do przeprowadzania planowanych i systematycznych badań hydrologiczno-meteorologicznych.

## Powołanie Instytutu
Na podstawie dekretu z 1946 r. o utworzeniu Państwowego Instytutu Hydrologiczno-Meteorologicznego ustanowiono Instytut.
Instytut podlegał bezpośrednio Ministrowi Komunikacji.
Dyrektorami byli: prof. Julian Michał Lambor (1949–1953 i 1959–1963), prof. dr Wincenty Okołowicz (1953–1959), prof. dr hab. inż. Zdzisław Kaczmarek (1963–1966), doc. dr inż. Eryk Bobiński (1969–1972).
30 grudnia 1972 z połączenia Państwowego Instytutu Hydrologiczno-Meteorologicznego z Instytutem Gospodarki Wodnej - powstał Instytut Meteorologii i Gospodarki Wodnej. 

## Cele i zadania Instytutu
Instytut spełniał swoje zadania przez:
- zakładanie i utrzymywanie na całym obszarze Państwa, w szczególności na rzekach i jeziorach, wybrzeżu morskim i terenach górskich stacji obserwacyjnych i doświadczalnych,
- organizowanie stałej służby pogody dla potrzeb komunikacji powietrznej i lądowej oraz innych zainteresowanych działów  administracji państwowej,
- organizowanie służby informacyjnej i ostrzegawczej dla potrzeb żeglugi i akcji powodziowej,
- wykonywanie wszelkich pomiarów i studiów w zakresie hydrologii i meteorologii oraz niezbędnych obserwacji i badań specjalnych wiążących się z tymi służbami,
- opiniowanie projektów technicznych i gospodarczych ze stanowiska hydrologicznego i meteorologicznego,
- opracowanie wniosków dotyczących racjonalnego wykorzystania wód i elementów klimatycznych,
- opracowanie oraz kompletowanie katalogów i opisów wód kraju, rejonów klimatycznych i katastru sił wodnych,
- opracowanie i publikowanie wyników obserwacji, studiów, pomiarów, instrukcji i biuletynów informacyjnych oraz prac naukowych z dziedziny hydrologii i meteorologii,
- współpraca z pokrewnymi instytucjami i organizacyjnymi w  kraju i za granicą oraz katedrami hydrologii i meteorologii na wyższych uczelniach.

## Organizacja instytutu
Na podstawie obwieszczenia Prezesa Rady Ministrów z 1947 r. w sprawie ogłoszenia statutu organizacyjnego Komitetu Hydrologiczno-Meteorologicznego określono organizację Instytutu.
Na czele Instytutu stał dyrektor mianowany i zwalniany przez Ministra Komunikacji.

## Kompetencje dyrektora Instytutu
Dyrektor zarządzał całokształtem spraw Instytutu i był odpowiedzialny za ogólną jego działalność.
W szczególności do kompetencji dyrektora należało:
- organizacja pracy służby informacyjno-ostrzegawczej w zakresie hydrologii i meteorologii dla wszystkich potrzeb Państwa;
- przedkładanie Ministrowi Komunikacji w porozumieniu z właściwymi organami wniosków co do tworzenia, znoszenia i zmiany siedzib oddziałów Instytutu oraz stacji obserwacyjnych i doświadczalnych;
- ustalanie metod i programu badań hydrologicznych i meteorologicznych w Państwie;
- opiniowanie projektów technicznych i gospodarczych,
- przedstawianie wniosków właściwym władzom centralnym i instytucjom gospodarczym w sprawie racjonalnego wykorzystania wód i elementów meteorologicznych;
- zatwierdzanie opisów wód kraju (katalogów), rejonów klimatycznych i katastru sił wodnych oraz wszelkich innych opracowań, studiów, pomiarów, obserwacji i biuletynów, przeznaczonych do publikacji;
- reprezentowanie służby hydrologicznej i meteorologicznej na zjazdach i konferencjach hydrologicznych i meteorologicznych w kraju i zagranicą;
- nakładanie obowiązków obserwacji w myśl art. 6 dekretu o utworzeniu Państwowego Instytutu Hydrologiczno-Meteorologicznego;
- regulowanie i uzgadnianie współpracy Instytutu z zainteresowanymi urzędami i instytucjami w zakresie hydrologii i meteorologii;
- występowanie do innych instytucji i urzędów o dostarczanie przez nie materiałów hydrologicznych i meteorologicznych, potrzebnych do opracowania zagadnień poruczonych Instytutowi;
- zatwierdzanie po uzgodnieniu z zainteresowanymi Ministerstwami instrukcji dla wszystkich urzędów i instytucji, wykonujących spostrzeżenia hydrologiczne i meteorologiczne w celu prowadzenia tych prac według jednolitego dla całego Państwa systemu;
- przedstawianie Ministrowi Komunikacji wniosków o tworzenie stypendiów na wyższych uczelniach i instytucjach naukowych w kraju i zagranicą;
- organizowanie wykładów z zakresu hydrologii i meteorologii w szkołach akademickich, w porozumieniu z Ministerstwem Oświaty;
- zakładanie radiostacji do użytku służby hydrologicznej i meteorologicznej i występowanie z wnioskami w sprawie użytkowania innych stacji nadawczo-odbiorczych,
- wydawanie zasadniczych zarządzeń w sprawach organizacji i trybu pracy Instytutu oraz decydowanie w sprawach ogólnych i dotyczących całej służby hydrologiczno-meteorologicznej.

## Wydziały Instytutu
Instytut dzielił się na Wydziały:
- Ogólny;
- Hydrografii i Hydrometrii;
- Hydrologii Wód Płynących;
- Limnologii i Wód Podziemnych;
- Meteorologii Klimatologicznej;
- Przewidywań i Informacji Synoptycznych;
- Aerologii i Specjalnych Badań Meteorologicznych;
- Morski z siedzibą w Gdyni;
- Samodzielny Wydział Wojskowy służby hydrologiczno-meteorologicznej;
- Samodzielny referat inwestycyjny

Na czele wydziałów stali naczelnicy wydziałów mianowani i zwalniani ze służby przez Ministra Komunikacji na wniosek dyrektora Instytutu.
Naczelnicy wydziałów sprawowali fachowe kierownictwo nad powierzonymi wydziałami, stosownie do zarządzeń i instrukcji dyrektora Instytutu i jego zastępców oraz są odpowiedzialni za całokształt prac wydziałów.

## Środki finansowe Instytutu
Środki finansowe na pokrycie wydatków Instytut czerpał:
- z kwot przewidzianych na ten cel w osobnym dziale budżetu Ministerstwa Komunikacji,
- z funduszów przydzielonych przez inne Ministerstwa,
- z własnych dochodów uzyskanych za prace, wykonywane dla urzędów, instytucji i osób zainteresowanych, jak również za orzeczenia, opinie, informacje i sprzedaż, wydawnictw.